# Germán Chavarría
Germán José Chavarría Jiménez (né le 19 mars 1959 à Tibás au Costa Rica) est un footballeur international costaricien, qui évoluait au poste de milieu de terrain, avant de devenir entraîneur.

## Biographie

### Carrière de joueur

#### Carrière en sélection
Avec l'équipe du Costa Rica, il joue 46 matchs (pour un but inscrit) entre 1983 et 1994. Il figure notamment dans le groupe des sélectionnés lors de la coupe du monde de 1990.
Il participe également aux JO de 1984.

## Palmarès
Herediano
- Championnat du Costa Rica (6) :
  - Champion : 1977-78, 1978-79, 1980-81, 1984-85, 1986-87 et 1992-93.